# بروتوكول ارتباك الذاكرة
بروتوكول ارتباك الذاكرة هو أسلوب يستخدم من قبل علماء علم النفس الاجتماعي لاكتشاف ما إذا كان المتطوعين يقومون بتبويب الأفراد إلى مجموعات أم لا، وإذا كان الأمر كذلك، فما هي السمات التي يستخدمونها للقيام بذلك، بدون معرفة المتطوعين، من أجل تقليل مخاطر محاولة إخفاء المتطوعين للأسباب الخاصة بهم. وهذا الأسلوب له ثلاث خطوات رئيسية، كما يلي:
1. يتم عرض صور للأفراد على المتطوعين، ويطلب منهم تكوين انطباعات عنهم.
2. بعد ذلك، يتم عرض مجموعة من الجمل على المتطوعين، كل منها تقترن بصورة الشخص الذي قالها.
3. ولا يتم إبلاغ المتطوعين بالخطوة النهائية، والتي تكون عبارة عن مهمة تذكر: حيث يتم تقديم الجمل بترتيب عشوائي، ويجب أن يقوم المتطوعون بالربط بين الجملة والشخص الذي قالها بشكل صحيح.

وتظهر أخطاء المتطوعين في مهمة تذكر كيفية تبويبهم للأفراد: فمن المحتمل أن يخطئ المتطوعون بنسب الجملة التي قالها الشخص «أ» إلى الشخص «ب» إذا قاموا بوضع «أ» و«ب» في نفس الفئة ولم يعتبروهم أفرادًا في فئات مختلفة.